# Cyclosa neilensis
Cyclosa neilensis là một loài nhện trong họ Araneidae.
Loài này thuộc chi Cyclosa. Cyclosa neilensis được Benoy Krishna Tikader miêu tả năm 1977.